# Open banking
Open banking este un termen de servicii financiare care face parte din tehnologia financiară care se referă la:
1. Utilizarea API-urilor deschise care permit dezvoltatorilor terți să creeze aplicații și servicii în jurul instituției financiare.[2][3]
2. Opțiuni mai mari de transparență financiară pentru deținătorii de conturi, de la date deschise la date private.
3. Utilizarea tehnologiei open source pentru a realiza cele de mai sus.[4]

Banca deschisă, ca concept, ar putea fi considerată o subspecie a conceptului de inovație deschisă, termen promovat de Henry Chesbrough. Este legat de schimbările de atitudine față de problema proprietății datelor ilustrate de reglementări precum GDPR și concepte precum mișcarea datelor deschise. Băncile se transformă în platforme de servicii financiare, implementate tehnic printr-un concept bancar ca serviciu.

## Istoric
În octombrie 2015, Parlamentul European a adoptat o directivă revizuită privind serviciile de plată, cunoscută sub numele de PSD2. Noile reguli incluse au ca scop promovarea dezvoltării și utilizării plăților inovatoare online și mobile prin servicii bancare deschise.
Sprijinul pentru acest concept nu este unanim. Mick McAteer, de la Centrul de Incluziune Financiară din Marea Britanie, consideră că numai cei cu experiență în tehnologie vor beneficia. El spune că serviciile bancare deschise sunt „o idee greșită”, ceea ce va duce la o excludere financiară mai mare pentru cei cu venituri mici. El spune că autoritățile de reglementare nu sunt naive să se aștepte ca consumatorii să dețină datele lor și să poată obține oferte mai bune de la bănci și subliniază pericolul exploatării consumatorilor, fie prin întreprinderi care oferă noi tipuri de împrumuturi scumpe pe salariu, fie prin utilizarea incorectă a datelor și informații personale pe care oamenii le-au dezvăluit în locuri precum rețelele sociale.

## Europa
Începând cu noiembrie 2020, peste 300 de instituții financiare din SEE au implementat directiva PSD2. Aproximativ +370 de furnizori terți sunt autorizați să furnizeze servicii de inițiere a plății sau servicii de informare a contului.

## Adoptarea la nivel mondial
O serie de alte țări au lansat inițiative bancare deschise bazate pe modelele europene și britanice. Acestea au fost fie prin colaborare industrială, fie prin schimbări legislative. Un proiect bancar deschis a fost lansat în Australia la 1 iulie 2019 ca parte a proiectului Drepturile datelor consumatorilor de către departamentul de trezorerie australian și Comisia australiană pentru concurență și consumatori. Legislația CDR a fost adoptată de parlamentul australian în august 2019.
La 1 iunie 2017, un grup de bancheri și experți fintech din Nigeria s-au reunit pentru inițiativa Open Banking Nigeria pentru a conduce adoptarea standardelor API comune pentru țară.